# Keijo Petäjä
Keijo Petäjä (né le 21 décembre 1919 à Kuortane et décédé le 9 mai 1988) est un architecte finlandais.

## Œuvres majeures
- Hôtel Palace, Eteläranta 10 (avec Viljo Revell), Helsinki, 1948[1]. Influencé par Le Corbusier[2]
- École centrale professionnelle de la Finlande-Centrale (avec Marja Petäjä), Jyväskylä, 1951–1957[1]
- Église de Lauttasaari, Helsinki, 1958[1]
- Mairie de Janakkala, 1959[2]
- École secondaire (fi), Helsinki, 1962
- Mairie d'Ilmajoki, 1965[3]
- Siège de Kone , Munkkiniemi, Helsinki, 1973[4]
- 20 rue, Eteläesplanadi 20, Helsinki, 1975[2]
- Mairie de Kuusamo, Kuusamo, 1979
- Logements populaires de Maunula (avec Viljo Revell), 1949–1953[1]
- Immeuble, 16 rue Albertinkatu - 48-50 Iso Roobertinkatu, Helsinki, 1961

## Galerie

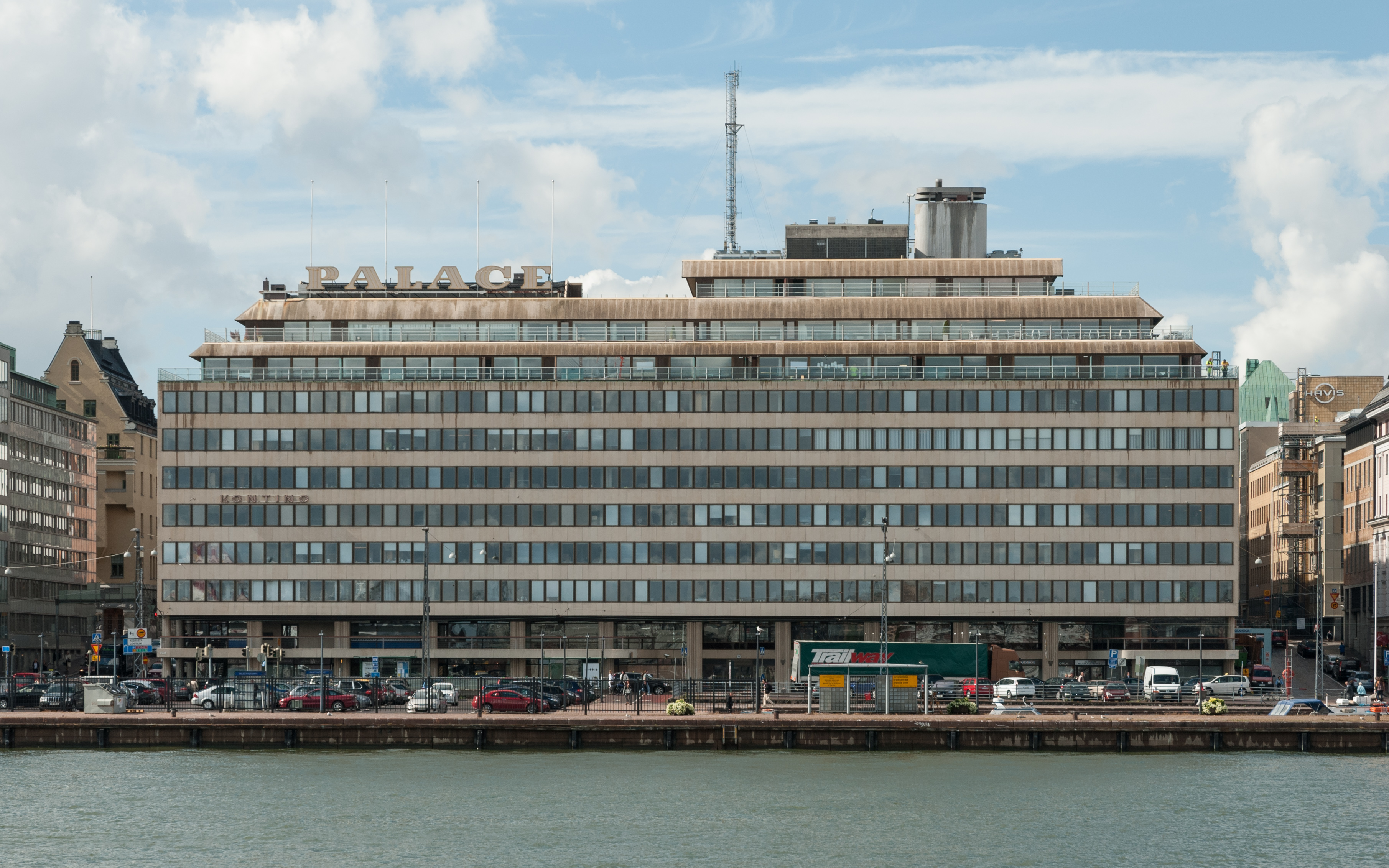
Hôtel Palace
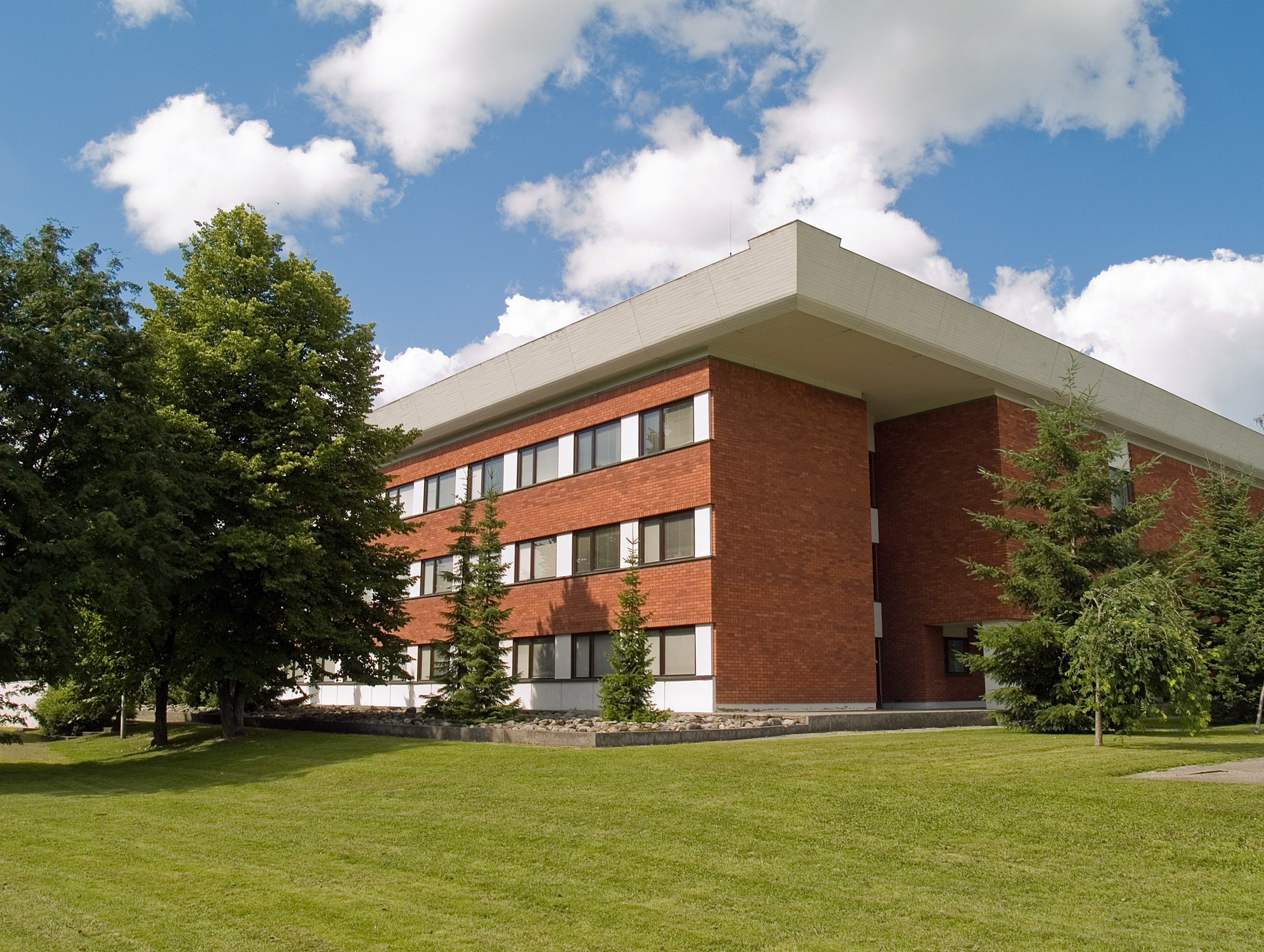
Mairie d'Ilmajoki
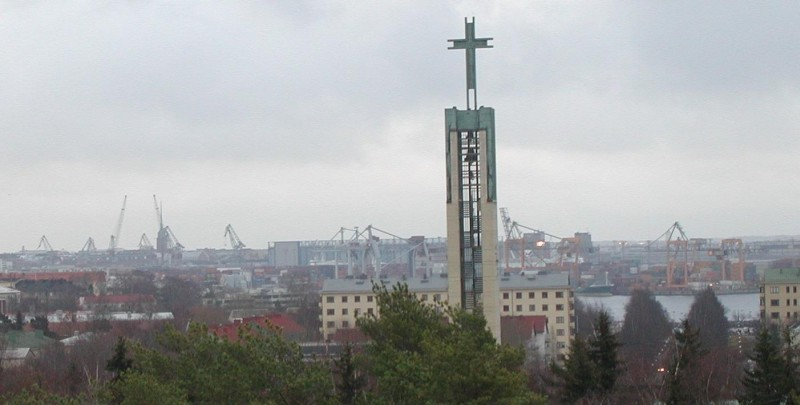
Église de Lauttasaari